# Vikunya
A vikunya (Vicugna vicugna) az emlősök (Mammalia) osztályának párosujjú patások (Artiodactyla) rendjébe, ezen belül a tevefélék (Camelidae) családjába tartozó faj. A két vadon élő dél-amerikai teveféle egyike.
A másik vadon élő teveféle, a guanakó közeli rokona, annál azonban jóval kisebb termetű. Az alpaka legközelebbi rokona és valószínűleg őse, bár a 2001-es genetikai alapú cáfolatig úgy tartották, hogy a lámához hasonlóan az alpakát is a guanakóból háziasították.

## Előfordulása
Ezekben az országokban őshonos: Argentína; Bolívia; Chile; Peru, valamint betelepítve Ecuadorban. Az összlétszám növekvőben van a védett területeken, becslések szerint összességében 350 000 egyed élhet ezekben az országokban. Legnagyobb állománya Peruban van, a teljes állomány fele itt él.

## Megjelenése
Vállmagassága körülbelül 90 centiméter, testtömege 50 kilogramm körüli. A tevefélék közül a legkisebb. A zergékre emlékeztető biztonsággal mozog a sziklákon. Látása és hallása éles, szaglása kevésbé. A vikunya vékony teste, karcsú lábai és hosszú nyaka révén a tevefélék legkecsesebb tagja. Bár rokonai is jól bírják a szélsőséges körülményeket, e faj szívósságban felülmúlja őket, ugyanis 6000 méteres tengerszint feletti magasságban is könnyedén közlekedik a sziklás terepen. Ez úgy lehetséges, hogy az azonos testméretű emlősökhöz képest tömege 50%-kal kevesebb, szíve nagyobb, és vérében több a vörösvértest, így hatékonyabban köti meg az oxigént.
Feltűnően hosszú, finom, csillogó szőrrel rendelkezik, melynek színe változó a halvány fahéjtól a sápadt fehérig. Hosszú gyapja lágyékáról és nyakáról ered. Évente 85 és 550 gramm közötti gyapjúmennyiséget lehet lenyírni a háziasított egyedekről.
A gyapjúfonal erős és rugalmas, többnyire természetes színében használják, mivel a kémiai szerekre érzékeny. A fonalból drága kabátot, ruhát, vállkendőt készítenek. A vastag, selymes gyapjú, amit a történelmi időkben csak az inka nemesség viselhetett, kiváló hőszigetelést biztosít a hőmérséklet ingadozásaival szemben, amivel az állat a természetes környezetében, az Andok 3600–4800 m magas hegyeinek félszáraz legelőin találkozott.

## Életmódja
Füvet legel, pihenés közben kérődzik. A nőstények kis csoportokban vándorolnak, amit egyetlen hím vezet, aki az őrködés feladatát látja el, valamint védi a területet a betolakodó más hímekkel szemben. Területük határait közösen lerakott trágyával jelzik.
A hím veszély esetén magas, fütyülésszerű hangot ad ki, ezzel riasztja a többieket. Gyakran és hangosan köp, mint más tevefélék is.

## Szaporodása
11 hónapos vemhesség után egyetlen utód születik, ami az anya közelében marad legalább 10 hónapos koráig. Az egyed várható élettartama 15-20 év.

## A faj története
A vikunyákat több száz éven keresztül vadászták, ami az egyedszám csökkenéséhez vezetett. Az inkák összeterelték az állatokat, melyeknek gyapját lenyírták, majd szabadon engedték őket. Egy részüket megölték a húsuk miatt. A spanyol hódítás alatt a vadászat intenzívebbé vált, ezért az állomány száma rohamosan csökkent. Bár a 19. században már olyan törvényt hoztak, ami védelmet biztosított az állatoknak, az orvvadászat folytatódott, ezért az egyedszám tovább csökkent. Az inka időbeli kb. 1 milliós állomány az 1960-as évek végére már csak 10 000 körüli volt. A későbbi vadvédelmi erőfeszítések eredményeként létszámuk növekedni kezdett, mely a 20. század végére elérte a 80 000-es számot.
Létszámuk a 21. században 350 000 körülire tehető, amit elsősorban a vadrezervátumokban élő egyedek tesznek ki.

## Állatkertekben
Jelenleg 220 egyedből áll a Vikunya Európai Fajmentési Program, ami elegendő számnak tűnik az állatkerti állomány fenntartására. Azonban a szám nem minden, az állatok koreloszlását is figyelnie kell a program vezetőjének. Az az egészséges, stabil populáció, amelyben közel hasonló számú nőstényt és hímet találunk, a fiatalok vannak többségben, és az idősebb generációkba tartozók száma egyenletesen csökken. Ha a korfa „háromszöge” túl széles alapú, akkor túl fiatal (sok a fiatal egyed és nagy a halandóság), ha a háromszög eltűnik, vagy éppen oszlop alakú, akkor öregedő populációról beszélünk (sokáig élnek az egyedek, de kevés az utód).
Magyarországon a Szegedi Vadasparkban, a Nyíregyházi Állatparkban és a Veszprémi Állatkertben tartanak vikunyákat.